# Schuraya
Schuraya (syrisch-aramäisch ܫܘܖܝܐ, arabisch شورايا, DMG Šūrāyā) ist eine 1978 im Libanon gegründete Organisation des politischen Assyrismus.
Der als Schuraya-Partei auftretende Verband vereinigt Freidenker verschiedener ostkirchlicher Herkunft, die sich gemeinsam als Assyrer verstehen. Die „Schuraya“ ist an keine Kirche gebunden, wehrt sich aber gegen den Vorwurf, antikirchlich oder antiklerikal eingestellt zu sein. Sie beansprucht, der Sache aller orientalischen Christen zu vertreten und zum Erhalt eines christlich geprägten Libanon beizutragen. Seit Gründung arbeitet sie mit der von dem libanesischen Präsident Bachir Gemayel (1947–1982) gegründeten Miliz und Partei (Forces Libanaises) zusammen, mit der sie sich in gemeinsamen Kampf und Schicksal verbunden sieht.
„Schuraya“ tritt für die Gründung eines assyrischen Staates Mesopotamien auf derzeit arabisch beherrschtem Gebiet ein. Nach Feststellung deutscher Stellen, so des VGH Kassel, handelt es sich bei „Schuraya“ um eine kleinere Vertriebenen- bzw. Flüchtlingsorganisation ohne nennenswerte politische Bedeutung in den Heimatländern ihrer Mitglieder. Es sind jedoch andere Berichte, die die Schuraya anderes darstellen und Schuraya-Mitglieder damit auch politischen Asyl zusprach.
Die deutsche Botschaft lud zwei Politbüromitglieder zu sich, um die Schuraya besser kennenzulernen.

## Ziele
„Die Gründer zielten mit der Gründung der SHURAYA-Partei darauf hin:
- Die Gründung einer Miliz, um die Existenz der christlichen Gesellschaft und die der in ihr lebenden assyrischen Gesellschaft zu verteidigen
- Die Gründung eines assyrischen politischen Existenz
- Sammlung von Spenden für assyrische Flüchtlinge und Bedürftige
- Die Pflege der assyrischen Kultur, Sprache und Identität, in dem die Jugend ihre Geschichte und ihre Sprache besser kennenlernt.
- Das Erlangen der demokratischen Menschenrechte des assyrischen Volkes, sowie seine kulturelle und politische Rechte, in der Anerkennung der assyrischen Nation als eine eigenständige Identität und der freien Ausübung der traditionellen Gebräuche und religiösen Riten.“

Die Schuraya trat auch für die Gründung eines Dachverbandes aller assyrischen politischen Organisationen ein. Sie löste sich deshalb auf und trat in die Assyrian Universal Alliance (AUA) ein.